# Nubaner
Nubaner kallas de människor som ursprungligen kommer från mer svårtillgängliga områden i Kurdofan i Sudan. De är inte egentligen en enhetlig etnisk folkgrupp och de 50–100 språk som talas tillhör olika språkfamiljer.[källa behövs]
De uppgår till 1–2 miljoner, men på grund av inbördeskrig och tvångsförflyttningar är de svårräknade. De särskiljer sig genom att de är bofasta bönder. En stor del är muslimer, andra kristna.
Nubaner har uppstått genom att olika grupper i historien tvingats fly från slavhandel och politiskt förtryck till mer svårnådda områden. Sedan dess har många nubaner flyttat till till exempel Khartoum.
Nubanerna har drabbats svårt av de politiska strömningarna som följt med National Islamic Front (NIF), och det inbördeskrig som började i juli 1985 som ett led i den kulturella (etniska) rensning det arabiska styret leder till. Trots att regeringen förklarat jihad 1992 utsätts även muslimska nubaner för folkmord. Även deras bofasta livsstil har orsakat konflikter med nomader.